# 克里斯蒂安·帕努奇
克里斯蒂安·帕努奇（義大利語：Christian Panucci，1973年4月12日— ），意大利足球运动员，司職右后卫。

## 生平

### 球會
帕努奇於1992年在熱拿亞開始其職業生涯。1993年夏季轉投AC米兰。在AC米蘭，他取代了塔索蒂成為右後衛首選。到了1997年冬季，彭路基轉到鄰國西班牙加盟當地超級球會皇家馬德里，乃史上首位效力西班牙大球會的意大利人。彭路基效力這兩家球會期間，均贏得了欧洲冠军联赛。而有趣的是，當時的主教練均為金牌教頭卡比路。
1999年帕努奇獲國際米蘭垂青重返意甲，不過很快被外借至海外球會。直至2001年夏天他轉會至羅馬，剛好主教練又是卡比路。不過當2004年卡比路轉投祖雲達斯時，彭路基則只是留效羅馬。直到2009年夏天，他自由轉會至帕爾馬。

### 國家隊
彭路基首度為意大利國家隊上陣，乃1994年9月對賽斯洛文尼亚的1996年欧洲足球锦标赛外圍賽中。但因與當時主教練沙基不和，未能出席1996年欧洲足球锦标赛決賽週。
此後幾年彭路基都未能成為國家隊常客。他出席了2002年世界杯和2004年欧洲足球锦标赛，主教練均為查柏東尼。兩屆大賽都沒有獲得驕人成績，於是彭路基決定淡出國家隊，即使2006年世界盃意大利贏得冠軍，也沒有彭路基的份兒。
2007年意大利國家隊換上鄧納東尼為主教練，彭路基最終復出，在2008年歐洲國家盃外圍賽中對格鲁吉亚、苏格兰和法罗群岛的赛事中出场，并在客场同苏格兰队的比赛中攻入致胜入球。
2008年欧锦赛小组赛中，帕努奇攻入扳平罗马尼亚的一球，时年35岁2个月的他成为欧锦赛决赛阶段历史上年龄最大的非定位球入球者。

## 个人生活
1996年，彭路基临时改变行程计划，从而幸运地躲过了一场空难。当时彭路基是意大利国奥队成员，但由于在训练中受伤不得不提前离开美国亚特兰大。彭路基原定乘坐美国环球航空800号班机返回意大利，但登机前临时取消了计划。该飞机不幸在大西洋坠毁。
彭路基的妻子是西班牙人，他们的孩子在2001年3月出生，但已离婚。目前彭路基正与卡斯辛奴的前女友罗莎莉亚·卡纳维奥(Rosaria Cannavò)拍拖。

## 荣誉

### AC米兰
- 意大利足球甲级联赛冠军（1993-94、1995-96）
- 意大利超级杯冠军（1993、1994）
- 欧洲冠军联赛冠军（1993-94）
- 欧洲超级杯冠军（1994）

### 皇家马德里
- 欧洲冠军联赛冠军（1997-98）
- 丰田杯冠军（1998）

### 罗马
- 意大利杯冠军（2006-07）
- 意大利超级杯冠军（2001，2007）